# باريس تورز 1913
باريس تورز 1913 هو سباق دراجات هوائية، وهو الموسم رقم 10 من باريس تورز، وأقيم في 1913.
فاز بالمركز الأول Charles Crupelandt ‏، وبالمركز الثاني جورج باسيريو، وبالمركز الثالث Louis Luguet ‏.

## الفائزون
| الترتيب | الفائز              |
| ------- | ------------------- |
| الفائز  | Charles Crupelandt ‏ |
| الثاني  | جورج باسيريو        |
| الثالث  | Louis Luguet ‏       |